# تازة كند لقمان أباد
تازة كند لقمان‌ أباد هي قرية في مقاطعة نمين، إيران. عدد سكان هذه القرية هو 55 في سنة 2006.